# Stavovské divadlo
Stavovské divadlo, på tyska Ständetheater, är en teater i Prag i Tjeckien, grundad 1783.  Den framför drama, opera och balett. Dess klassiska originalbyggnad från 1783 tillhör de få välbevarade europeiska originalteatrarna från denna tid. Det var stadens huvudteater fram till grundandet av Nationalteatern 1844. 
Det var den tredje offentliga teatern i Prag efter Sporckteatern (1724–1735) och Kotzentheater (1739–1783). Den öppnades med finansiering av greve Nostitz och kallades först "Nostitzsches Nationaltheater". 1798 köptes den av Böhmens ständer och fick då namnet Ständetheater. Perioden 1862–1920 var teatern en tyskspråkig teater och kallades Deutsches Landestheater, men återfick sitt förra namn då den verkade med nationalteatern 1920–1948. Under kommunisttiden 1948–1990 kallades den Tyl-teatern. 